# Hospital Victoria
El Hospital Victoria (en inglés: Victoria Hospital) es el principal centro de atención de la salud pública en el pequeño país insular y caribeño de Santa Lucía. Se encuentra en la ciudad capital de Castries. El hospital abrió sus puertas en 1887.
Un Nuevo Hospital Nacional se encuentra en construcción. Se espera que reemplace al Hospital Victoria en el futuro.